# Contea di Lawrence (Indiana)
La contea di Lawrence (in inglese Lawrence County) è una contea dello Stato dell'Indiana, negli Stati Uniti. La popolazione al censimento del 2010 era di 46 134 abitanti. Il capoluogo di contea è Bedford.